# بولولان
بولولان هو بوليمر يتألف من السكاريد ويحتوي على وحدات المالتوتيروز، أيضًا يعرف بـ  α-1,4- α-1,6- جلوكان (α-1,4- ;α-1,6-glucan' ) . ثلاث من وحدات الجلوكوز  في المالتوتيروز مرتبطة بـ α-1,4 رابطة جلوكوزية في حين أن وحدات المالتوتيروز المتتالية مربيطة ببعضها بـ  α-1,6 رابطة جلوكوزية (α-1,6 glycosidic bond). الناتش (Pullulan) أنتج من النشا بواسطة فطريات  زملزل كرمي . باعتبارها صالحة للأكل غالبا هو بوليمر ليس له طعم، والاستخدام التجاري للبولولان يكون في صناعة أغشية صالحة للأكل المستخدمة في أنواع متعددة من معطر النفس أو منتجات مطهر الفم مثل  Listerine Cool Mint، وكمادة مضافة للغذاء المعروفة بالرقم E1204.